# Merak Vallis
La Merak Vallis è una struttura geologica della superficie di Venere.